# Émile Mollard
Pour les articles homonymes, voir Mollard.
Émile, Achille, Marie Mollard, né le 23 août 1895 à Saint-Cloud et mort le 16 octobre 1991 à Paris, est un officier général français de l'armée de terre, résistant, s'étant illustré dans le camouflage du matériel dès avant les premiers instants de l'armée d'armistice.

## Biographie
Engagé volontaire le 7 novembre 1914, Émile Mollard sert au sein du 20e régiment de Dragons. Après avoir été dirigé sur l'École spéciale militaire de Saint-Cyr en 1916, il est affecté au 12e régiment de Dragons où il est promu sous-lieutenant. Au cours du premier conflit mondial, le sous-lieutenant Mollard est cité à l'ordre de l'armée et nommé chevalier de la Légion d'honneur.

Citation du sous-lieutenant Émile Mollard à l'ordre de l'Armée, 17 juin 1918 :
« Jeune officier d'une incomparable bravoure conduisant une reconnaissance, surprend et bouscule un poste en embuscade dont la sentinelle est tuée. Le lendemain, prend le commandement de sa compagnie en remplacement du capitaine pour conduire l'attaque qu'il mène d'un seul bond jusqu'à trois kilomètres dans les lignes ennemies. Le jour suivant, attaqué lui-même au point du jour, il résiste et repousse l'ennemi par une contre-attaque brillante. »
En 1935, il est affecté à la section de l'armement et des études techniques, nouvellement créée et placée sous l'autorité du général Bloch.
Émile Mollard est le principal organisateur du service de la Conservation du Matériel (CDM) également désigné par Camouflage du Matériel. À cet effet, il monte notamment une entreprise de matériels agricoles à Marseille dont la raison sociale est « Étienne Dubourg et Cie », Étienne Dubourg étant son nom d'emprunt.
L'ordre de bataille du service CDM est organisé à la date du 8 novembre 1942 dans les huit « divisions militaires » (DM) suivantes :
- 7e DM : Bourg-en-Bresse (Ain)
- IXe DM : Châteauroux (Indre, Vienne)
- XIIe DM : Limoges (Haute-Vienne, Dordogne[11], Corrèze)
- XIIIe DM : Clermont-Ferrand (Allier, Puy-de-Dôme, Cantal, Haute-Loire)
- XIVe DM : Lyon (Rhône, Isère, Drôme)
- 15e DM : Marseille (Alpes-Maritimes, Var, Bouches-du-Rhône, Tunisie, Corse)
- XVIe DM : Montpellier (Hérault, Tarn)
- XVIIe DM : Toulouse (Haute-Garonne, Hautes-Pyrénées, Gers, Tarn-et-Garonne, Lot, Lot-et-Garonne)

Il regroupe à la même date 1 520 personnes, dont 213 officiers, 605 sous-officiers et 702 soldats ou personnels civils. L'occupant n'a de cesse d'éradiquer l'organisation jusqu'à pouvoir arrêter son chef, le lieutenant-colonel Mollard, le 7 septembre 1943. Ce dernier est alors envoyé en captivité au camp de Buchenwald dont il revient le 24 avril 1945. Son fils le lieutenant Roger Mollard, saint-cyrien, chargé de l'antenne CDM à Lyon,CDM, fut lui aussi déporté et n'en revient pas.

Le 27 août 1945, il est fait officier de la Légion d'honneur et reçoit la Croix de Guerre 1939-1945 avec la citation suivante : 
« Officier d'élite, animé du plus pur patriotisme, dès le 25 juin 1940 a organisé le service du camouflage du matériel de la 1ère Armée qu'il a dirigé sans désemparer jusqu'à son arrestation par la Gestapo le 7 septembre 1943.
A manifesté durant toute cette longue période, malgré le danger de chaque jour, une activité de tous les instants dont les ingénieuses dispositions ont permis aux Forces Françaises de l'Afrique du Nord de prendre part à la bataille de Tunisie et aux Forces Françaises de l'Intérieur de tirer du territoire métropolitain une part importante des ressources matérielles avec lesquelles elles ont pris part à l'insurrection nationale.
Longuement emprisonné en France, a, au cours de nombreux et violents interrogatoires, tenu tête à l'ennemi en chef et en soldat.

Déporté en Allemagne, a continué à souffrir en Français sans se plaindre et sans désespérer. »
Émile Mollard termine sa carrière au grade de général de brigade commandant l’École d'application du matériel. 
Promu dans la deuxième section général de division, il est élevé à la dignité de Grand-croix de la Légion d'honneur en 1961.
Il meurt le 16 octobre 1991 à Paris et est inhumé à Penne-d'Agenais où une rue porte son nom.

## Grades militaires
- 1914 : dragon
- 1915 : brigadier
- 1916 : élève aspirant
- 1916 : maréchal-des-logis
- 1916 : aspirant
- 1916 : sous-lieutenant
- 1919 : lieutenant
- 1929 : capitaine
- 1938 : chef d'escadron
- 1942 : lieutenant-colonel
- 1944 : colonel
- 1946 : général de brigade
- 1953 : général de division

## Décorations
- Grand-croix de la Légion d'honneur[13]
- Croix de guerre 1914–1918
- Croix de guerre 1939–1945[14]
- Médaille de la Résistance française avec rosette (décret du 24 avril 1946)
- Croix de la Vaillance Polonaise[15]